# آمنة (اسم)
آمَنَة هو اسم علم مؤنث من أصل عربي، جاء الاسم على صيغة اسم الفاعل، ومعناه هي المطمئنة من الأذى، الساكنة الفؤاد. أقبل عليه المسلمون حبًا باسم آمنة بنت وهب أم رسول الله محمد ﷺ.

## الأصل اللغوي
آمَنة هو صيغة اسم فاعل من أَمَن؛ قال تعالى في سورة النحل ﴿وَضَرَبَ اللَّهُ مَثَلًا قَرْيَةً كَانَتْ آمِنَةً مُطْمَئِنَّةً﴾ ويقال: آمِنٌ عَلَى حَالِهِ: مُطمَئِن، مُستَرِيح. ويقال: هِيَ آمِنَةٌ فِي بَيْتِهَا. وقد أَمِنْتُ فأَنا أَمِن، وآمَنْتُ غيري من الأَمْن والأَمان. والأَمْنُ : ضدُّ الخوف.  والأَمانةُ : ضدُّ الخِيانة.